# Сысоевское сельское поселение (Рязанская область)
Сысоевское се́льское поселе́ние — муниципальное образование в Сараевском районе Рязанской области Российской Федерации.
Административный центр — село Сысои.

## История
Статус и границы сельского поселения установлены Законом Рязанской области от 7 октября 2004 года № 94-ОЗ «О наделении муниципального образования - Сараевский район статусом муниципального района, об установлении его границ и границ муниципальных образований, входящих в его состав»

## Население
| 2010 | 2012  | 2013  | 2014 | 2015 | 2016 | 2017 |
| ---- | ----- | ----- | ---- | ---- | ---- | ---- |
| 1065 | ↘1038 | ↘1001 | ↘985 | ↘967 | ↘946 | ↘942 |
| 2018 | 2019  | 2020  | 2021 |      |      |      |
| ↗943 | ↘915  | ↘873  | ↘867 |      |      |      |

## Состав сельского поселения
| № | Населённый пункт | Тип населённого пункта       | Население |
| - | ---------------- | ---------------------------- | --------- |
| 1 | Заря Свободы     | посёлок                      | 9         |
| 2 | Новое Поле       | посёлок                      | 9         |
| 3 | Озериха          | деревня                      | ↘81       |
| 4 | Паники           | село                         | ↘384      |
| 5 | Сысои            | село, административный центр | ↘559      |
| 6 | Ясли             | посёлок                      | 23        |